# Mezinówka (przystanek kolejowy)
Mezinówka (biał. Мезенаўка, ros. Мезиновка) – przystanek kolejowy w pobliżu miejscowości Stara Mezinówka, na granicy rejonów uzdowskiego i dzierżyńskiego, w obwodzie mińskim, na Białorusi. Leży na linii Moskwa - Mińsk - Brześć.

## Historia
Przed II wojną światową istniał tu przystanek kolejowy, znajdujący się przy strażnicy Wojsk Pogranicznych NKWD. Był to pierwszy przystanek w Sowietach zlokalizowany nieopodal granicy z Polską. Od strony granicy stała brama z napisem w języku rosyjskim Witamy robotników Zachodu. Umieszczano na niej również napisy okolicznościowe na przejazd specjalnych gości zmierzających do Kraju Rad. Odbywały się tu wymiany więźniów pomiędzy Polską a Związkiem Sowieckim.
Po ataku ZSRS na Polskę przystanek stracił swój nadgraniczny charakter.